# خوزه آنخل اگیدو
خوزه آنخل اِگیدو (اسپانیایی: José Ángel Egido‎؛ زادهٔ ۱۹۵۱ میلادی) بازیگر اهل اسپانیا است.
از فیلم‌ها یا مجموعه‌های تلویزیونی که وی در آن‌ها نقش داشته است، می‌توان به آفتابگردان‌های کور، شمارش معکوس، یک گام به پیش، لوئیزا سانفلیچه، عقاب سرخ، چه کسی بامبی را کشت؟، دوشنبه‌ها در آفتاب، عشق می‌تواند به‌طور جدی به سلامت شما آسیب بزند و همه می‌دانند اشاره نمود.
او در ۱۷مین دورهٔ جوایز گویا در سال ۲۰۰۳ میلادی، بابت هنرنمایی در فیلم «دوشنبه‌ها زیر نور آفتاب» برندهٔ این جایزه شد.